# Fastnet rock
Fastnet rock (gaelico An Charraig Aonair - inglese Rock of Solitude) è un piccolo scoglio emergente dall'oceano Atlantico nel punto più meridionale dell'isola d'Irlanda, a 6,5 km a sud-ovest di Capo Clear island ed a 13 dalla terraferma, nella contea di Cork. Esso è alto circa 30 metri sul livello del mare e su di esso esiste un faro che è il più alto di tutta l'isola d'Irlanda.
L'isolotto è diviso fra Fastnet rock e Little Fastnet che sono separati da un canale largo circa dieci metri. Esso venne definito Ireland's Teardrop (Lacrime degli irlandesi), in quanto era l'ultimo lembo di terra ad essere visto dagli irlandesi che lasciavano l'isola per emigrare negli Stati Uniti nel XIX secolo.
Il Fastnet rock è inoltre il punto centrale della regata oceanica Fastnet race, lunga 979 km. (608 miglia), che parte da Cowes sull'isola di Wight ed arriva a Plymouth sulle coste meridionali dell'Inghilterra. Infatti le imbarcazioni partecipanti alla regata girano attorno alla Fastnet rock e tornano indietro.

## Il faro di Fastnet
Il faro attuale è il secondo ad essere stato costruito. Il primo venne costruito nel 1853 e venne attivato il 1º gennaio 1854. Esso sostituiva un faro costruito nella vicina Clear island nel 1818. Una delle motivazioni che determinarono lo spostamento del faro fu il naufragio della nave statunitense Stephen Whitney, a causa della nebbia, nei pressi di Calf Island, che provocò la morte di 92 delle 110 persone imbarcate sulla stessa. Il nuovo faro venne costruito in ghisa all'esterno con l'interno in mattoni. Esso era alto circa 28 metri dei quali circa 9 erano costituiti dalla lanterna. La lampada era alimentata ad olio ed aveva una potenza di 38.000 candele mentre i moderni fari hanno usualmente una potenza di 1.300.000 candele.
Nel 1891 si ritenne che il faro non fosse più sufficiente per la poca luce prodotta e si pensò alla costruzione di un esemplare più moderno e potente. Esso venne costruito in pietra e la costruzione iniziata nel 1897 venne completata nel giugno 1899 ed entrò poi in servizio il 27 giugno 1904. La torre misurava circa 49 metri di cui 5 erano costituiti dalla lanterna. Esso era alimentato con un bruciatore a paraffina che venne poi sostituito nel 1969 con un faro elettrico. Nel 1989 il suo funzionamento è stato automatizzato e viene comandato via etere dalla stazione di Mizen Head.
La gestione e la manutenzione del faro sono affidati a Commissioners of Irish Lights, l'autorità generale per i fari dell'Irlanda e Irlanda del Nord.

## Curiosità
Fastnet rock è noto in quanto fu il luogo da cui venne scattata l'ultima foto del Titanic, il 12 aprile 1912, mentre navigava verso Occidente, due giorni prima della sua collisione con un iceberg e del suo tragico naufragio.